# Jouvençon
Jouvençon – miejscowość i gmina we Francji, w regionie Burgundia-Franche-Comté, w departamencie Saona i Loara.
Według danych na rok 1990 gminę zamieszkiwało 401 osób, a gęstość zaludnienia wynosiła 64 osoby/km² (wśród 2044 gmin Burgundii Jouvençon plasuje się na 528. miejscu pod względem liczby ludności, natomiast pod względem powierzchni na miejscu 1159.).